# مدار ترکیبی باینری
منطق ترکیبی دودویی (BCL) یک زبان برنامه‌نویسی کامپیوتری است که با استفاده از عبارات دودویی ۰ و ۱، یک فرمولاسیون کامل از مدار منطقی را فقط با همین نمادها ایجاد می‌کند. با استفاده از ترکیب‌کننده‌های S و K، می‌توان توابع پیچیده جبر بولی را ساخت. BCL همچنین کاربردهایی در نظریه پیچیدگی اندازه برنامه (یچیدگی کولموگوروف) دارد.

## تعریف

### قواعد SK
با استفاده از ترکیب‌کننده‌های K و S در مدار منطقی، می‌توان توابع منطقی را به‌عنوان توابعی از ترکیب‌کننده‌ها نشان داد:
|           | جبر بولی             | اساس SK                   |
| --------- | -------------------- | ------------------------- |
| TRUE (1)  | K(KK)                |                           |
| FALSE (0) | K(K(SK))             |                           |
| AND       | SSK                  |                           |
| NOT       | SS(S(S(S(SK))S))(KK) |                           |
|           | OR                   | S(SS)S(SK)                |
|           | NAND                 | S(S(K(S(SS(K(KK)))))))S   |
|           | NOR                  | S(S(S(SS(K(K(KK)))))(KS)) |
|           | XOR                  | S(S(S(SS)(S(S(SK)))S))K   |

### معناشناسی
- [ 00 ] == K
- [ 01 ] == S
- [ 1 < term1> < term2> ] == ( [ < term1>] [ < term2>] )

که "[...]" اختصار "معنای ..." است. در اینجا K و S تترکیب کننده‌های پایه k-s هستند و ( ) عملیات کاربرد در مدار منطقی را نشان می‌دهد. (پیشوند ۱ معادل یک پرانتز باز است و پرانتز بسته برای رفع ابهام ضروری نیست.)
بنابراین، چهار فرم معادل از BCL وجود دارد که بسته به نحوه رمزگذاری سه‌گانه (K، S، پرانتز باز) متفاوت است. این چهار فرم عبارتند از: (۰۰، ۰۱، ۱) (همانطور که در نسخه کنونی آمده)، (۰۱، ۰۰، ۱)، (۱۰، ۱۱، ۰) و (۱۱، ۱۰، ۰).
معنای عملی BCL، به جز کاهش eta (که برای کامل بودن تورینگ ضروری نیست)، می‌تواند به‌طور بسیار مختصر با قوانین بازنویسی زیر برای زیرعبارات یک عبارت مشخص، از سمت چپ بیان شود:
- 1100xy  → x
- 11101xyz → 11xz1yz

که در آن x ، y ، و z زیرعبارات دلخواه هستند. (توجه کنید که به عنوان مثال، از آنجایی که تجزیه از سمت چپ انجام می‌شود، 10000 زیرعبارتی از 11010000 نیست.)

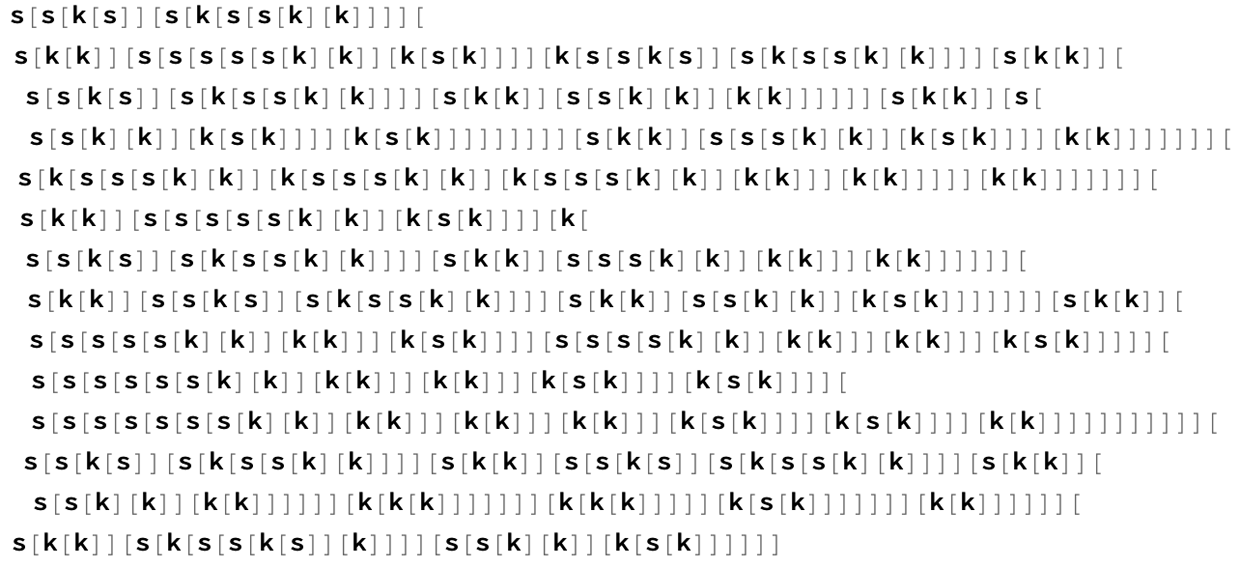
یک مرحله از قانون 110 خودکار سلولی در SK-Basis (نوشته شده به زبان Wolfram).

BCL می‌تواند برای بازتولید الگوریتم‌هایی مانند ماشین های تورینگ  و hتوماتای سلولی استفاده شود؛ بنابراین BCL تورینگ کامل است.

## بیشتر بخوانید
- Iota and Jot

## در ادامه مطلب
- Tromp, John (October 2007). "Binary Lambda Calculus and Combinatory Logic". Randomness and Complexity, from Leibniz to Chaitin: 237–260. doi:10.1142/9789812770837_0014. ISBN 978-981-277-082-0.

## لینک های خارجی
- حساب لامبدا جان و زمین بازی منطق ترکیبی
- اجرای حداقلی در C
- حساب لامبدا در 383 بایت